# Narziß Ach
Narziß Kasper Ach (ur. 29 października 1871 w Ermershausen, zm. 25 lipca 1946 w Monachium) – niemiecki psycholog, filozof, lekarz, profesor na uniwersytetach w Berlinie, Królewcu i Getyndze. W psychologii, jako uczeń Oswalda Külpego, był przedstawicielem tzw. szkoły würzburskiej. Wywarł znaczny wpływ na rozwój psychologii myślenia.